# San Martin de Tor
San Martin de Tor (alemany Sankt Martin in Thurn, italià San Martino in Badia) és un municipi italià, dins de la província autònoma de Tirol del Sud. És un dels municipis del vall de Gran Ega (Ladínia). L'any 2007 tenia 1.727 habitants. Limita amb els municipis de Badia, Mareo, Brixen, Corvara, Villnöß, La Val, Lüsen, Santa Cristina Gherdëina i Sëlva. Està format per les fraccions Antermëia (Antermoia, Untermoi), Lungiarü (Longiarù, Campill) i Piculin (Picolino, Pikolein).

## Situació lingüística
| Pertinença lingüística (cens 2001) | 1,68% alemany |
| Pertinença lingüística (cens 2001) | 1,06% italià  |
| Pertinença lingüística (cens 2001) | 97,27% ladí   |

## Administració
| Període | Identitat        | Partit        |
| ------- | ---------------- | ------------- |
| 2004-   | Francesco Dejaco | Llista cívica |

## Personatges il·lustres
- Alois Pupp, membre del SVP i president sudtirolès

## Fotografies

Territori comunal

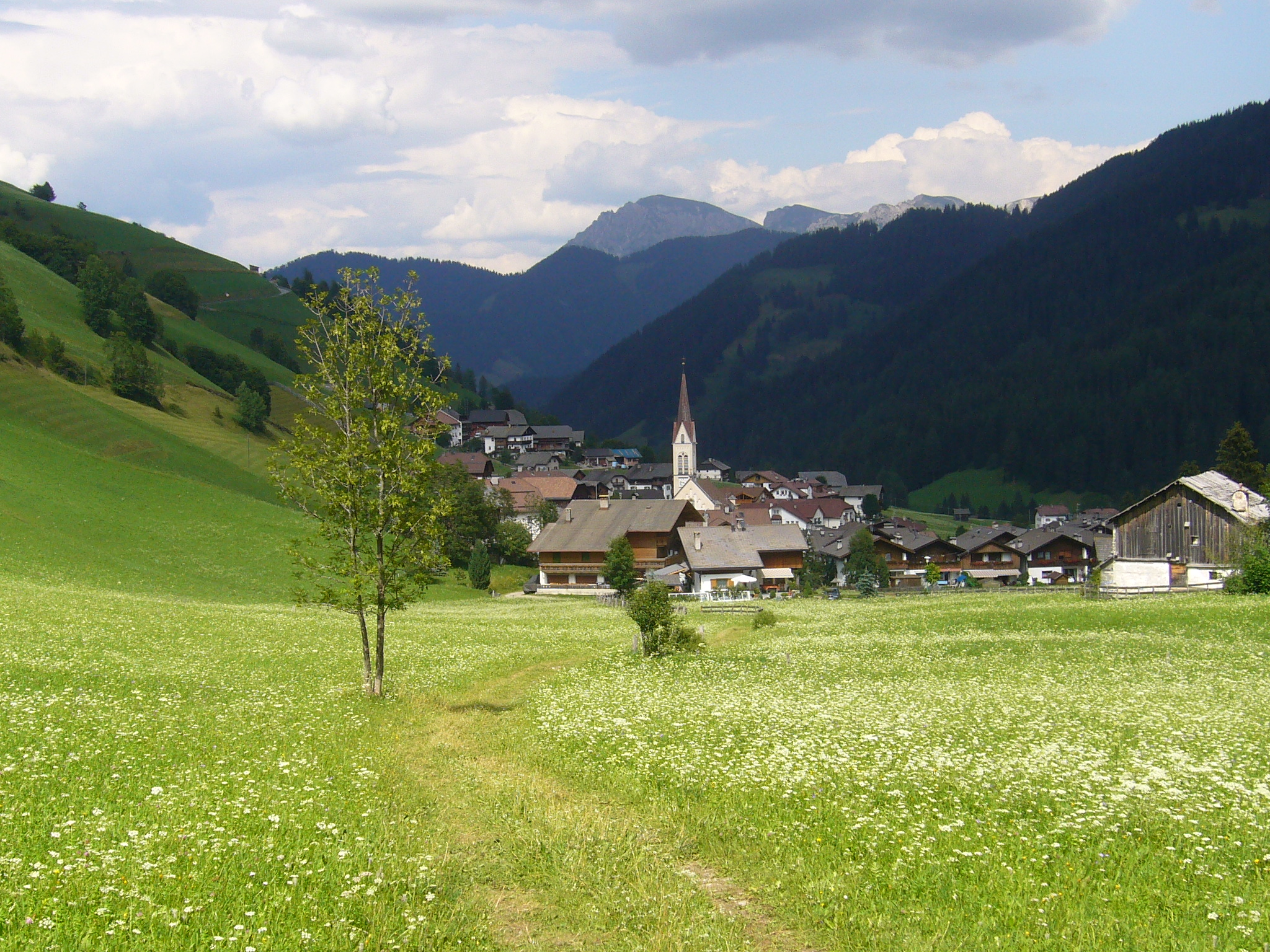
Lungiarü
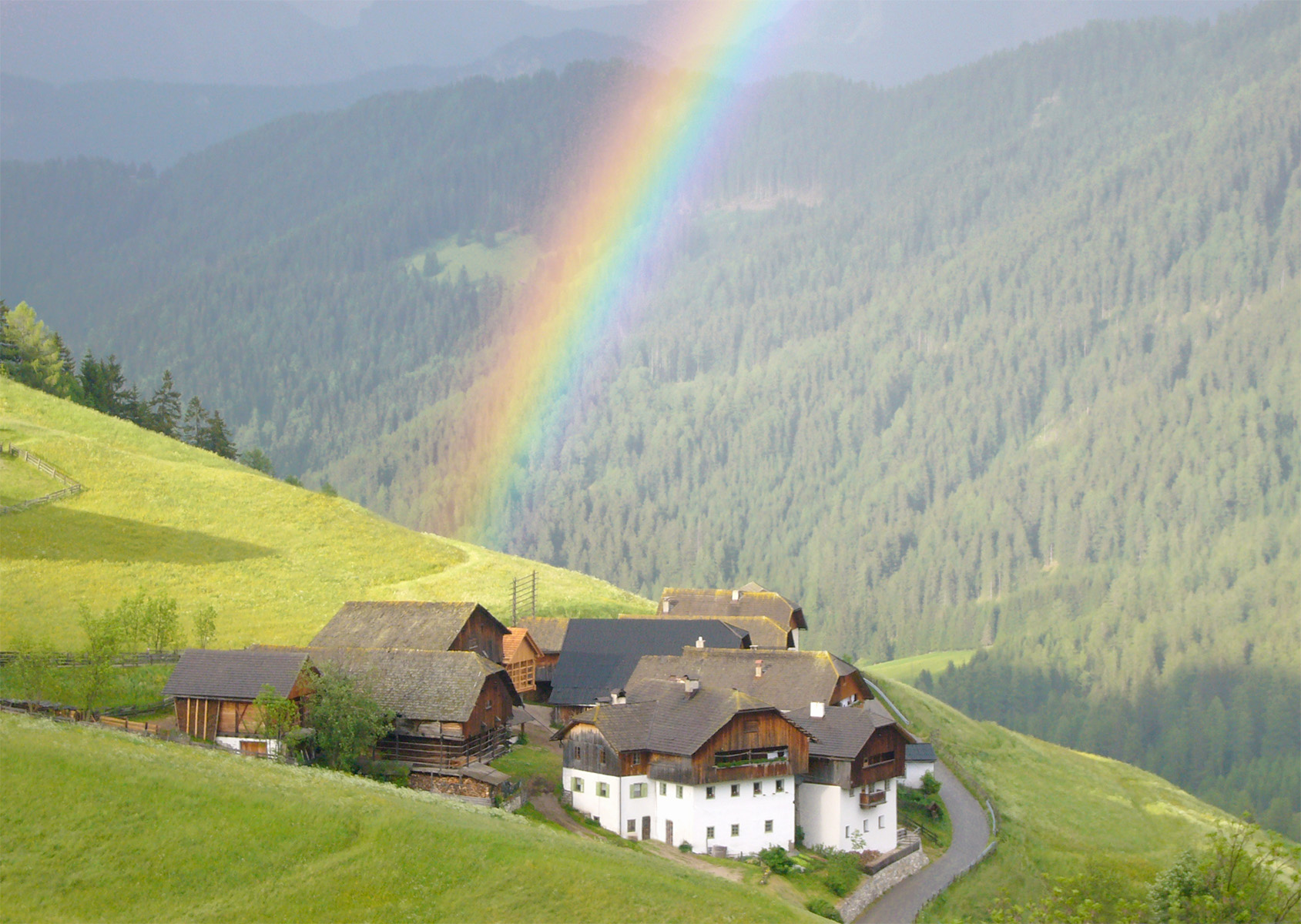
Mas de Seres a Lungiarü